# Fast Food

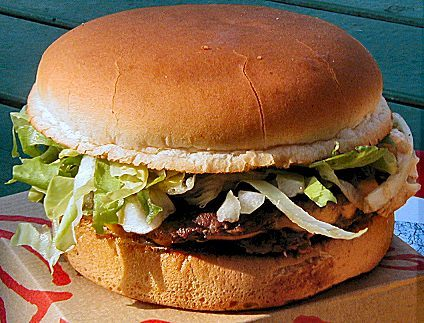
Ein Hamburger, ein typisches Fast-Food-Gericht

Der Anglizismus Fast Food (englisch fast food, „schnelle Nahrung“, Schnellimbiss) steht in der Gastronomie für Speisen mit einfachen Zubereitungsverfahren, die für den schnellen Verzehr gedacht sind.

## Allgemeines

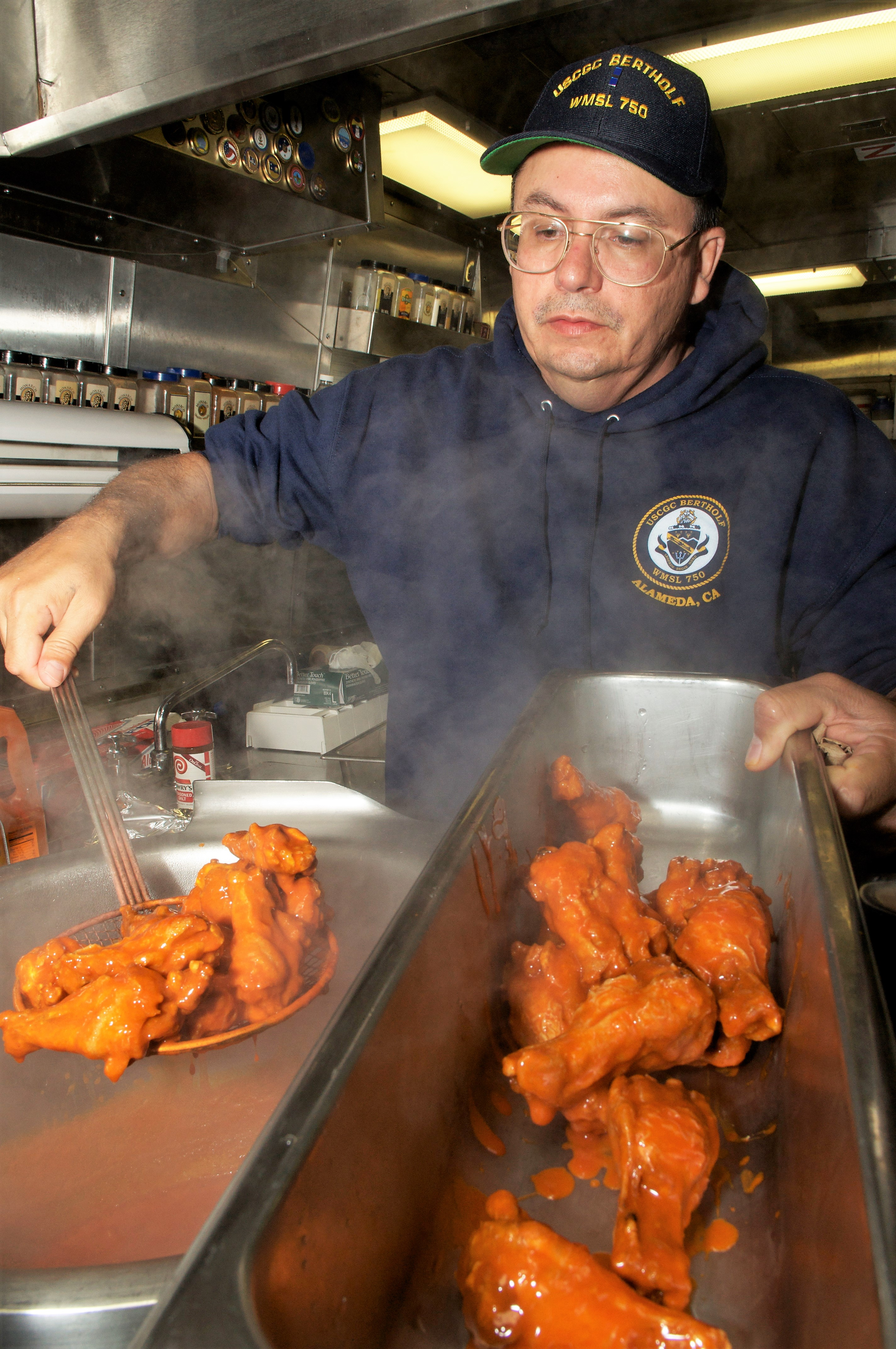
Chicken Wings (Hühnerflügel)

Fast Food ist eine Form der Nahrungszubereitung und -darreichung, bei der Rationalität und Funktionalität der Nahrungszubereitung bzw. -aufnahme im Vordergrund stehen und auf traditionelle Esskultur weitgehend verzichtet wird. Die Zeitspanne zwischen Zubereitung und Übergabe des Produktes beträgt meist nur wenige Minuten, die meisten Zutaten wurden bereits vorbereitet und gelten daher nicht immer als frisch. Der Begriff ist im Sinne von Junkfood negativ belegt.
Beim schnellen Verzehr spielt der Faktor Zeit eine wichtige Rolle. Die klassische Küche wie die asiatische Küche (chinesische Küche, japanische Küche oder thailändische Küche), deutsche Küche, französische Küche oder italienische Küche legen bei der Esskultur Wert auf sorgfältige Vorbereitung und lange Speisezeiten (Slow Food der Haute Cuisine). Die zunehmende Industrialisierung und Bürokratisierung haben z. B. dazu geführt, dass Arbeitskräfte zunehmendem Zeitdruck ausgesetzt sind und ihre Mittagspause keine ausgiebigen Speisezeiten zulässt. In diesem Umfeld ist die Idee des Fast Food entstanden, die sich allmählich auf die gesamten Speisegewohnheiten der Bevölkerung ausgedehnt hat.
Fast Food wird selten von der herkömmlichen Gastronomie, häufiger an Theken- oder im Straßenverkauf (Street Food), Schnellrestaurants oder teilweise per Lieferservice angeboten. In manchen Fällen bieten Drive-ins den Verkauf der Produkte über spezielle Schalter für Autofahrer an. Typische Gerichte sind Brat-, Brüh- oder Currywürste, Chicken Wings, Hotdogs, Fish and Chips, Hamburger, Pommes frites, Pizzen, Döner Kebab und Sandwiches.
Fast-Food-Ketten versuchen eine gleichbleibende Qualität in Zusammenstellung und Geschmack anzubieten. Teilweise wird eine unkompliziertere Esskultur wie der Verzicht auf traditionelle Essensriten und Tischmanieren geschätzt, insbesondere von jüngeren Kunden. Vor allem in den Anfangszeiten galt Fast Food als Verkörperung des American Way of Life.
Die Nahrungszubereitung findet meist an Fritteusen, Mikrowellen oder Grills statt, Ausgangsprodukte sind oft Fertignahrung oder Zubereitungen aus Halbfertigprodukten, oft Kühl- oder Tiefkühlware, wobei häufig Zutaten wie z. B. Weizenmehl, Zucker oder (gehärtete) Pflanzenfette zum Einsatz kommen.

## Anbieter

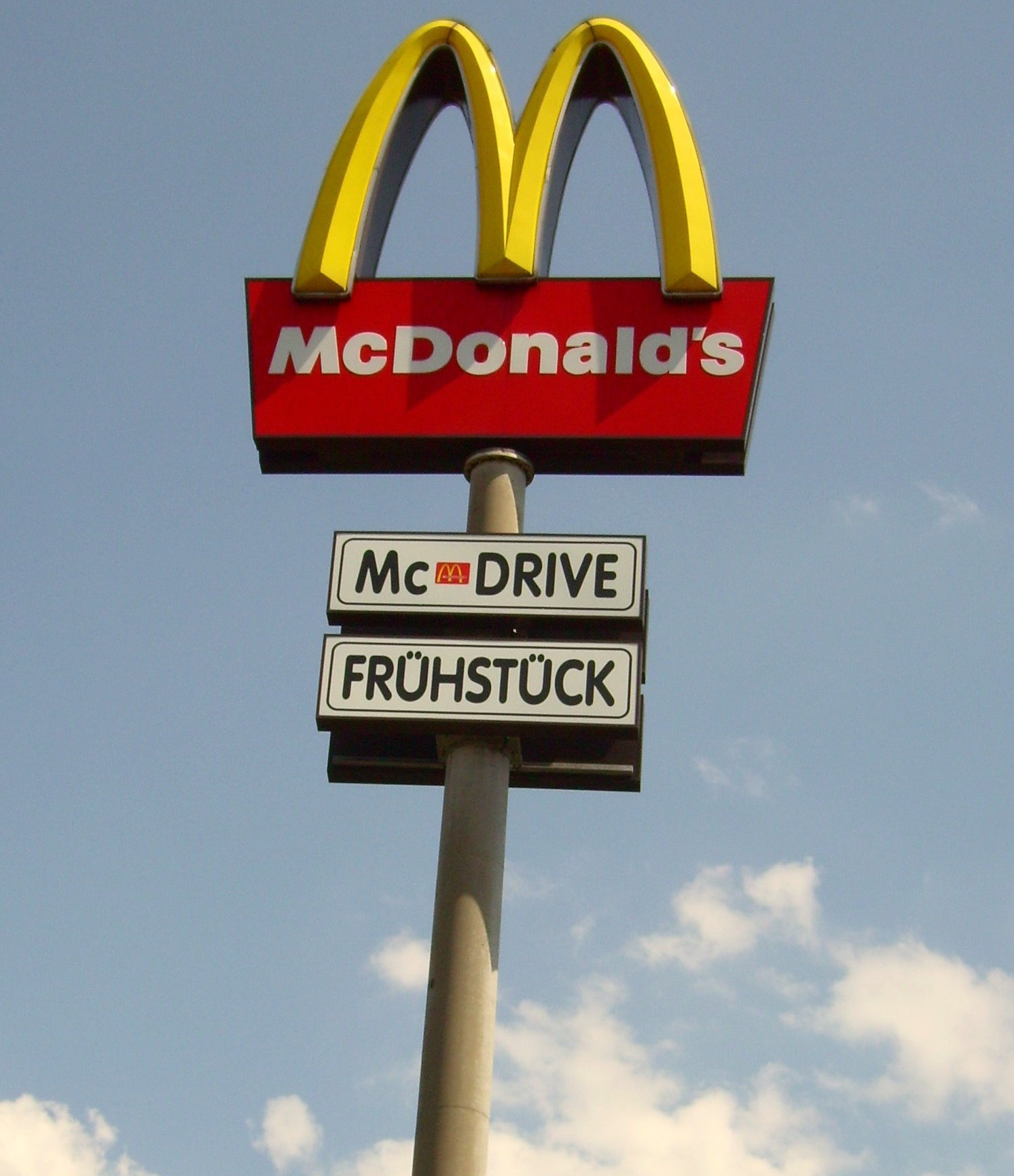
McDonald’s gilt als Inbegriff von Fast Food.

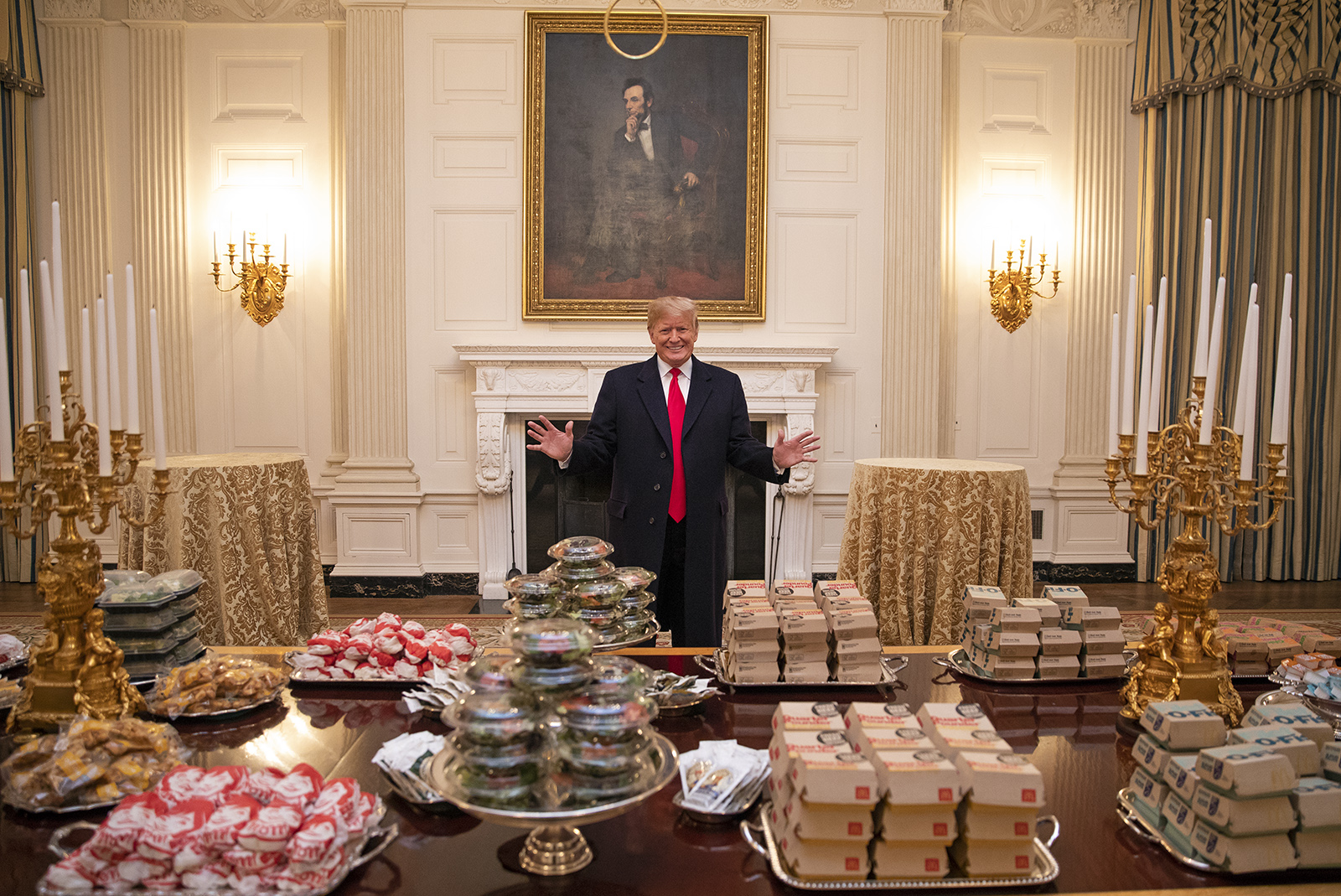
Donald Trump mit Fast Food verschiedener Anbieter im Weißen Haus (2019)

Anbieter von Fast Food sind sowohl große multinationale Konzerne als auch kleinere Ketten sowie Familienbetriebe bzw. selbstständige Einzelunternehmer. Auch beteiligen sich weitere Branchen wie Bäckereien (siehe Bäckergastronomie), Fleischereien sowie Fischgeschäfte am Markt.
Zubereitung und Verkauf von Fast Food erfordert meist keine hohe Qualifikation; dementsprechend ist das Lohnniveau niedrig („McJobs“). In der Systemgastronomie wird zudem sehr arbeitsteilig gearbeitet. Die Auswahl ist sowohl bei großen Ketten als auch bei kleinen unabhängigen Anbietern in der Regel auf wenige Produkte reduziert und standardisiert. Der Kunde kann oft nur anhand von Abbildungen wählen und nach Portionsgrößen variieren. Kleinere Imbissbuden im Privatbesitz (Pommesbuden, Dönerläden) werden meist als Familienbetrieb geführt und bieten häufig keine Sitzplätze an. Insbesondere in Deutschland bedeutet dies eine Kostenersparnis, da in manchen Bundesländern bei vorhandenen Sitzplätzen auch Toiletten bereitgestellt werden müssen. Ein gewünschter Nebeneffekt ist dabei auch, dass auf Stehplätzen Gäste kürzer verweilen und die Warenrotation somit gesteigert wird (Schnelldreher).
Der Markt für „schnelles Essen“ ist umkämpft. Besonders große Ketten versuchen, mit Marketingkampagnen Umsätze zu steigern und vor allem junge Menschen zu umwerben. Häufig finden durch Pizzerien und regionale Fast-Food-Anbieter in relativ hohen Auflagen Postwurfsendungen für Lieferservice statt.

## Geschichte

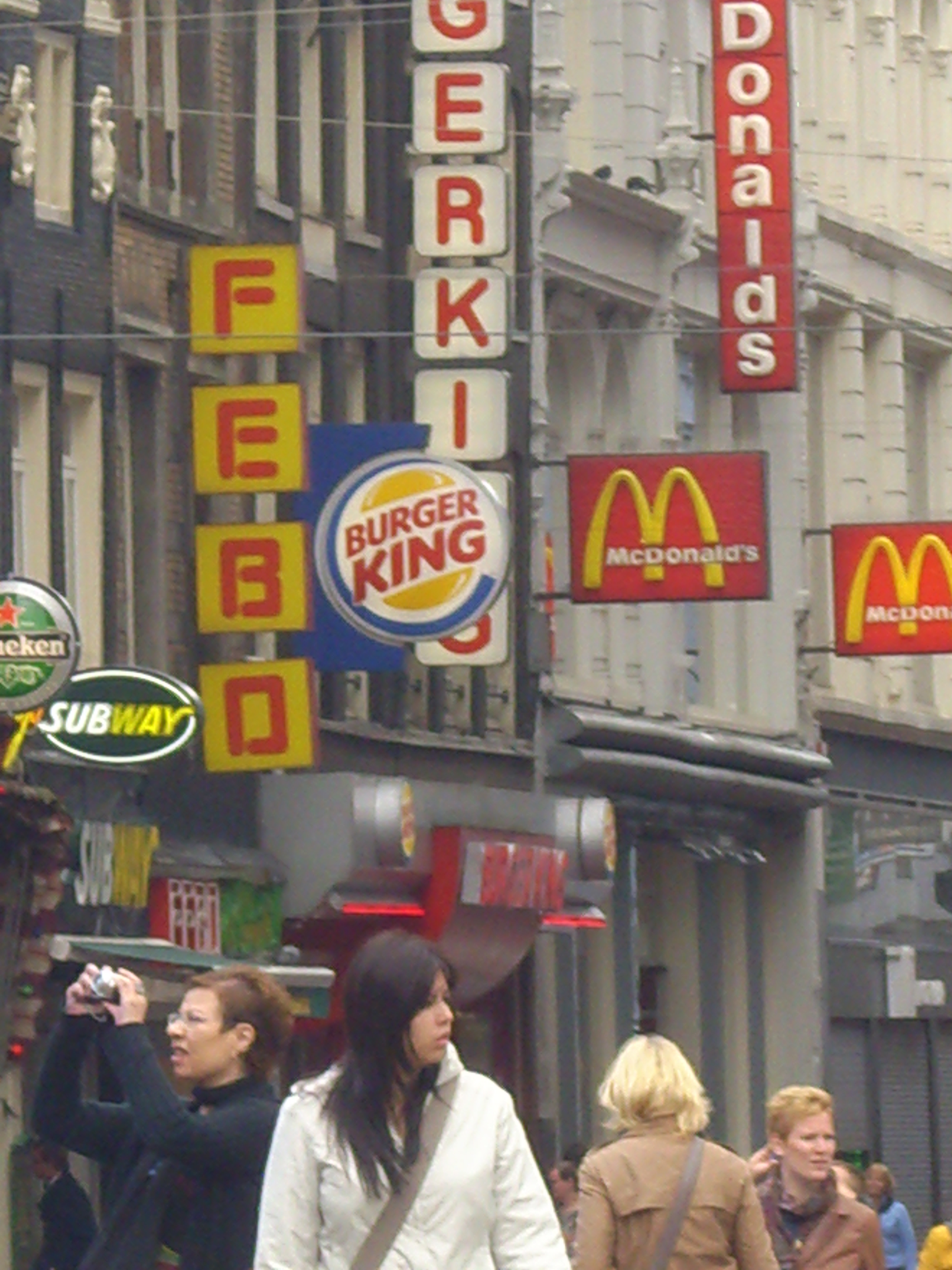
Fast-Food-Restaurants in Amsterdam

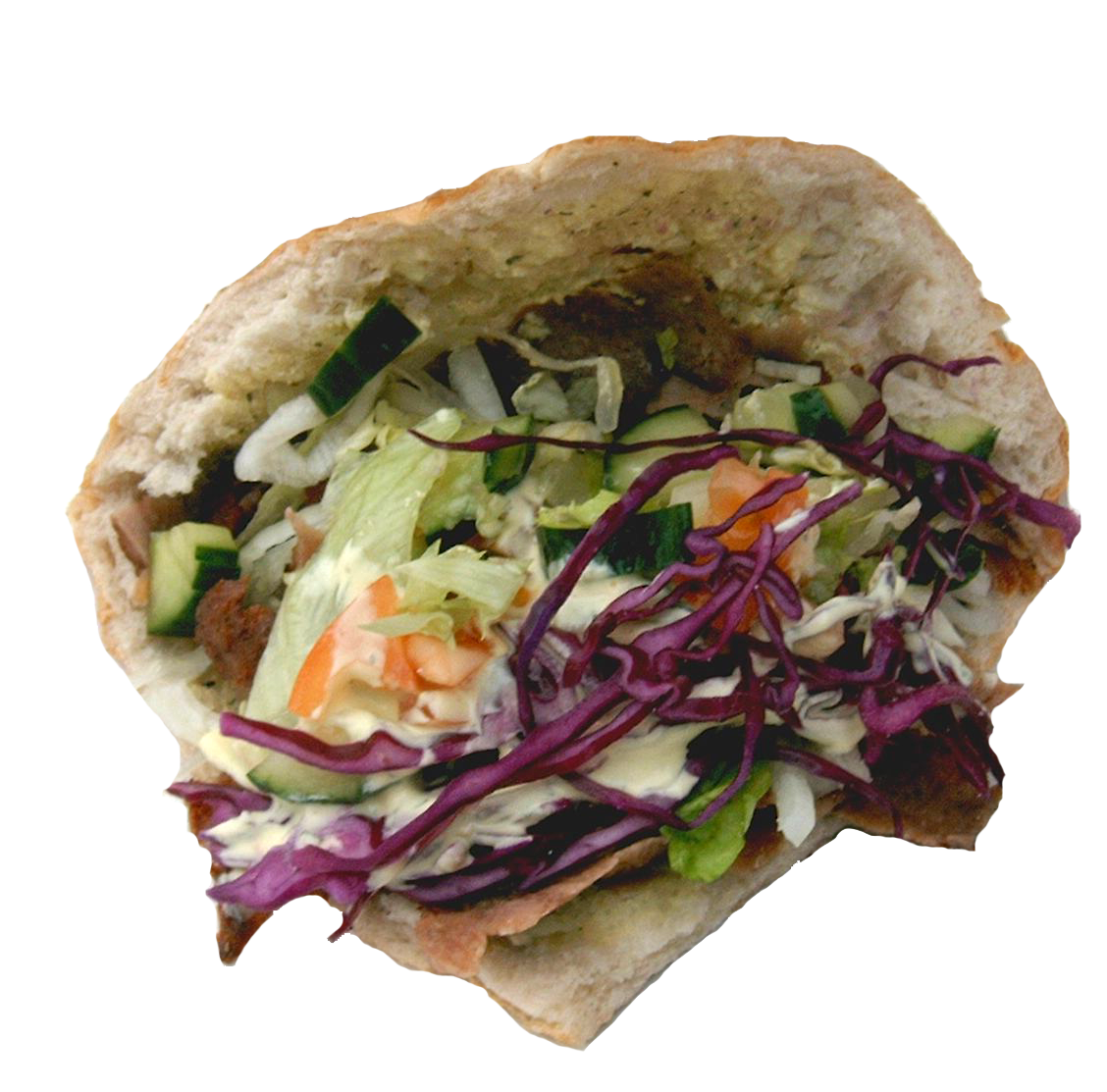
Döner in Deutschland

Bereits in der Antike waren Vorläufer der Schnellrestaurants weit verbreitet. In größeren Städten gab es Läden, in denen man warmes Essen kaufen konnte; einige solcher Läden, die in ihrer Einrichtung modernen Fast-Food-Ständen bereits erstaunlich ähnlich waren, wurden in Pompeji ausgegraben. Diese Läden waren für viele Städter die einzige Möglichkeit, warm zu essen, da Mietwohnungen oft keinen Herd besaßen.
Vorläufer der modernen mobilen Esskultur lassen sich im 19. Jahrhundert ausmachen, als aus Russland heimgekehrte napoleonische Soldaten in Frankreich gewisse Schnellrestaurants mit dem Lehnwort Bistro (russisch быстро, bystro, „schnell“) versahen.
Den ersten Hamburger servierte wahrscheinlich 1895 als „steak sandwich“ der „Louis’ Lunch“ des deutschstämmigen Louis Lassen in New Haven. Es bestand aus Rinderhackfleisch (englisch ground beef), das von zwei Toastbrotscheiben bedeckt war. Die Eröffnung des ersten McDonald’s-Restaurants am 15. April 1955 mit Cheeseburger, Pommes frites und Milkshakes in Des Plaines gilt als kommerzieller Beginn der Fast Food-Idee. Dick und Mack McDonald verfügten über acht Multimixer für Milkshakes, die von Ray Kroc stammten. Zusammen mit ihm gründeten sie am 2. März 1955 eine Franchising-Gesellschaft, die bereits im ersten Jahr 18 neu gegründete Restaurants verzeichnen konnte. Die Idee für dieses Fast Food gründete sich auf der Überlegung, dass die wenigsten Arbeitnehmer in den USA über eine Kantine verfügen und daher ihr Mittagessen außerhalb in der kurzen Mittagspause zu sich nehmen müssen.
Der Begriff fast food entstand in jener Zeit in den USA. In der zweiten Hälfte des 20. Jahrhunderts kam Fast Food auch nach Europa und ist heute in der ganzen Welt verbreitet. Ursprünglich waren es in Amerika vor allem die Hamburger, die als typisches Fast-Food-Menü angesehen wurden, weil man sie auch im Gehen verzehren kann.
Schon seit sehr langer Zeit gibt es auf Bahnhöfen und Märkten, in Häfen und am Wege Garküchen, fliegende Händler und Wurststände, die Passanten Speisen zum Mitnehmen verkaufen. Fish and Chips etwa bietet man seit Langem in England (früher in Zeitungspapier eingehüllt) der eiligen Laufkundschaft an. Zur Verbreitung von Fast Food haben auch geänderte Einkaufsgewohnheiten beigetragen: In modernen Einkaufszentren gibt es fast immer neben den Kaufhäusern und Fachgeschäften auch einige Fast-Food-Anbieter, so dass nebenbei ein Snack eingenommen werden kann.
Ein hoher Anteil von Fast Food am gesamten Nahrungskonsum wird durch die Verkaufsstrategie der meisten großen Anbieter unterstützt. Viele Konsumenten lassen sich durch die günstigen Preise verleiten. 2007 wurde ein Döner in Berlin für 1,50 Euro angeboten.

## Umwelt- und Gesundheitsrisiken
Kritiker bemängeln, dass diese Produkte meist von geringem ernährungsphysiologischem Nährwert seien, die bei zu häufigem Konsum zu Fehlernährungssymptomen, insbesondere zu Übergewicht führen könnten. Vollwertprodukte oder Erzeugnisse aus ökologischer Landwirtschaft sind wie Angebote für Vegetarier und Diabetiker selten. Als Verpackung wird in der Regel Einweggeschirr verwendet, um den Verkauf außer Haus zu ermöglichen. Insbesondere im Lieferservice werden häufig Verpackungen aus Schaumkunststoff, Aluminium oder nicht recyclingfähige Materialien verwendet. Dies gilt auch für die Getränke, die dabei angeboten werden.
Stark verarbeitete Lebensmittel können zu einer erhöhten Aufnahme von Nahrungsenergie verleiten. Sie sind energiereich, weisen einen geringen Anteil an Ballaststoffen auf und sind vitamin- und mineralstoffarm. Deshalb führt ein hoher Fast Food-Konsum zu Gesundheitsrisiken wie Übergewicht und Diabetes mellitus. In Imbissbuden werden oft Speisen zum Aufwärmen frittiert, die in der klassischen Gastronomie gebraten oder gekocht werden. Diese Art der Zubereitung erhöht zusätzlich den Gehalt an Nahrungsenergie der Produkte. Ernährungsphysiologen bemängeln an der Fast-Food-Esskultur, dass Nahrung nicht in Ruhe und langsam aufgenommen wird. Besonders wichtig für die Verdauung ist die Anreicherung mit Speichel, was durch häufiges Kauen erreicht wird. Schnelles Essen ist zudem meist nicht gesundheitsförderlich, da man leicht zu viel isst und die Verdauung belastet, da die Produkte oft aufgrund des geringen Ballaststoffgehaltes nicht sofort sättigend wirken.
Viele Fast-Food-Gerichte sind inhaltlich weniger ausgewogen als traditionelle Gerichte. Ernährungsprobleme entstehen aber nicht selten durch einseitige und qualitativ unausgewogene Ernährung des Menschen. Aufgrund des meist hohen quantitativen Nährwerts in Verbindung mit schneller Nahrungsaufnahme kann häufiger Fast-Food-Genuss Ursache für gesundheitliche Probleme sein. Darunter fallen z. B. Übergewicht, Diabetes mellitus Typ 2, Stoffwechselprobleme, höhere Belastung der Leber oder Nieren oder Allergien durch Nahrungsmittelzusätze wie Konservierungsmittel.
In den USA und in Großbritannien gibt es aufgrund der epidemieartigen Zunahme von Übergewicht, insbesondere bei Jugendlichen, mittlerweile vermehrt politische Bemühungen, Fast-Food-Gerichte in staatlichen Schulen zu verbieten. In den USA haben Imbissketten wie McDonald’s oder Pizza Hut Filialen direkt in den Schulen eröffnet. Auf einem Ernährungsgipfel in Sacramento unterzeichnete im Jahr 2005 der damalige kalifornische Gouverneur Arnold Schwarzenegger drei Gesetze, die den Schulen strenge Ernährungsvorschriften auferlegen. So sollten ab 2007 süße Limonaden und energiereiche Snacks verboten werden. Der Stadtrat von Los Angeles verbot im Juli 2008 für den Stadtteil South Los Angeles die Eröffnung neuer Fast-Food-Restaurants für ein Jahr. Aufgrund von Kritik zog McDonald’s sein Supersize-Angebot in den Vereinigten Staaten zurück.

## Filme zum Thema Fast Food
- Super Size Me von US-Regisseur Morgan Spurlock (Juni 2004) – kritischer Film zum Fast Food
- Fast Food Nation von US-Regisseur Richard Linklater (2006)
- Unser Hirn ist, was es isst, ARTE-Dokumentation (2018) – Stichworte: Neuro-Nutrition, Neurologie und Ernährungswissenschaft